# Linia kolejowa 172 Banská Bystrica – Červená Skala
Linia kolejowa nr 172 Banská Bystrica – Červená Skala – linia kolejowa o długości 86 km, łącząca Bańską Bystrzycę ze stacją Červená Skala. Na całej długości biegnie doliną Hronu. Jest to linia jednotorowa nie zelektryfikowana.

## Historia linii
Linia była budowana w trzech etapach. Jako pierwszy powstał, uruchomiony 26 lipca 1884 r., odcinek z Bańskiej Bystrzycy, do której dotarła już kolej ze Zwolenia, do Podbrezovej, w której działał już duży zakład metalurgiczny. 15 grudnia 1895 r. linia dotarła do Brezna, zaś 28 listopada 1903 r. do Červenéj Skaly.